# Ignaz Köck
Ignaz Köck (* 29. November 1906 in Wien; † 2. Dezember 1957 ebenda) war ein österreichischer Politiker (ÖVP) und Privatangestellter. Er war von 1953 bis 1956 Abgeordneter zum Österreichischen Nationalrat.
Köck besuchte nach der Volksschule eine Bürgerschule sowie die Mittelschule für Elektrotechnik. Er war beruflich als Betriebsassistent in der Metall- und in der Mineralölindustrie tätig und stieg zum Generaldirektor der Österreichischen Mineralölverwaltung auf. Er war zudem Sekretär des Österreichischen Gewerkschaftsbundes und Generalsekretär des Österreichischen Arbeitnehmerinnen- und Arbeitnehmerbundes. Er vertrat die ÖVP zwischen dem 18. März 1953 und dem 22. November 1956 im Nationalrat. Er wurde am Jedleseer Friedhof bestattet.